# Elke Lütjen-Drecoll

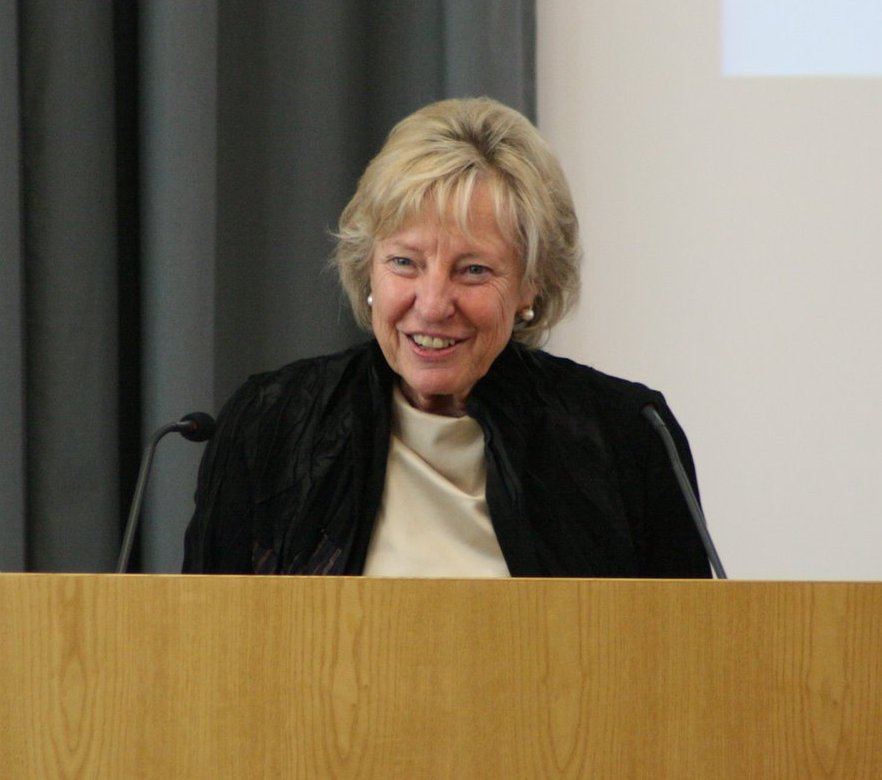
Elke Lütjen-Drecoll im August 2007

Elke Lütjen-Drecoll (* 8. Januar 1944 in Ahlerstedt) ist eine deutsche Anatomin. Sie war die erste Frau an der Spitze einer Akademie der Wissenschaften und der Literatur in Deutschland.

## Leben
Im Anschluss an ihr Studium an der Philipps-Universität Marburg, das sie 1969 mit dem Dr. med. abschloss, war Lütjen-Drecoll zu Lehr- und Forschungsaufenthalten an der Harvard Medical School sowie an der Emory University in Atlanta, Georgia. 1973 folgte die Habilitation für das Fach Anatomie und Entwicklungsgeschichte in Marburg, wo sie ab 1974 als Wissenschaftliche Rätin tätig war. 1978 wurde sie Professorin am Anatomischen Institut in Erlangen.
1984 erhielt Lütjen-Drecoll einen Ruf als Ordinaria für Anatomie an die Friedrich-Alexander-Universität Erlangen-Nürnberg. Sie baute dort den zweiten Anatomischen Lehrstuhl auf, der heute eine weltweit bekannte und angesehene Forschungseinrichtung auf dem Gebiet der Augen-Anatomie ist. Bis zum 31. März 2010 war sie Inhaberin des Lehrstuhls.
1997 wurde Lütjen-Drecoll Vizepräsidentin und 2005 wurde sie zur Präsidentin der Akademie der Wissenschaften und der Literatur in Mainz gewählt. Sie war damit die erste Frau, die eine der deutschen Akademien der Wissenschaften leitete. 2013 endete ihre Amtszeit. Von 2009 bis 2014 war sie zudem Vizepräsidentin der Union der deutschen Akademien der Wissenschaften.
Im Dezember 2012 wurde sie Mitglied des Universitätsrates der Universität Augsburg. Die Amtszeit endete 2016.

## Forschung
Lütjen-Drecoll beschäftigt sich insbesondere mit Glaukomerkrankungen (Grüner Star). Für ihre wissenschaftlichen Leistungen wurde sie zahlreich ausgezeichnet, u. a. vom Alcon Research Institute in Fort Worth, Texas mit dem international höchstdotierten Preis in der Augenheilkunde.

## Auszeichnungen und Ehrungen
- 1973: Preis des Stifterverbandes für die Deutsche Wissenschaft
- 1985: Alcon Research Institute in Fort Worth, Texas
- 1988: Glaukompreis der Deutschen Ophthalmologischen Gesellschaft
- 1992: Albrecht von Graefe-Preis
- 1996: Endre Balazs Price
- 2003: Bayerischer Maximiliansorden für Wissenschaft und Kunst
- 2003: Wahl zum Mitglied der Leopoldina[2]
- 2004: Bárány-Preis
- 2005: Alcon Research Institute in Fort Worth, Texas/USA
- 2007: Helen-Keller-Prize for Vision Research. Fort Lauderdale/USA, für ihr Lebenswerk
- 2007: Helen-Keller-Prize for Vision Research, zusammen mit Johannes W. Rohen
- Ehrendoktorwürde der medizinischen Fakultät der Universität Uppsala, Schweden
- 2008: Verdienstorden des Landes Rheinland-Pfalz
- 2009: Bayerische Verfassungsmedaille in Silber
- 2014: Bundesverdienstkreuz 1. Klasse